# Sakar Sar
Sakar Sar är ett berg på gränsen mellan Afghanistan och Pakistan, och hör till de östligaste delarna av bergskedjan Hindukush.
Norr om berget ligger Wakhankorridoren, den östligaste delen av den afghanistanska provinsen Badakhshan, och i söder ligger Gilgit-Baltistan, en av Pakistan administrerad del av Kashmir.
Toppen på Sakar Sar befinner sig 6 272 m ö.h. och bestegs första gången i augusti 1999.